# Electric Lady Studios

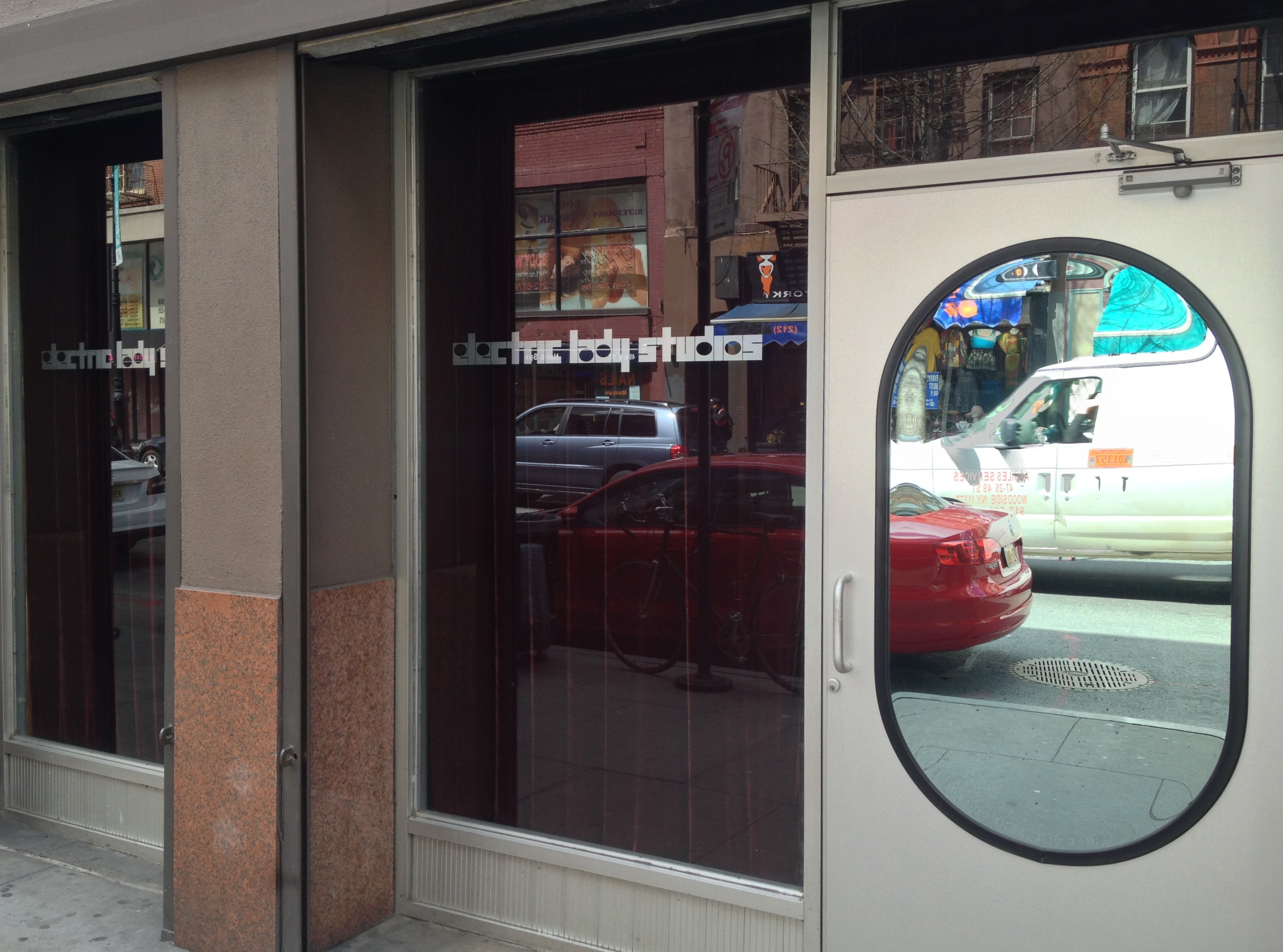
Electric Lady Studios (2013)

Electric Lady Studios – studio nagraniowe otworzone przez Jimiego Hendrixa 26 sierpnia 1970 roku.
Mieści się w Greenwich Village w Nowym Jorku w miejscu, gdzie dawniej istniał klub nocny „Generation”, który został kupiony w 1969 przez menedżera Hendrixa Michaela Jeffery'ego za 50 tys. dolarów. Początkowo Jeffrey myślał o otworzeniu własnego klubu (był już właścicielem sieci klubów nocnych w Hiszpanii), jednak uznał, że nowojorski rynek jest pod tym względem zbyt przesycony. Po odrzuceniu tego pomysłu Jimi Hendrix i Mike Jeffery zawiązali spółkę i wyłożyli ponad 300 tys. dolarów na przebudowę budynku oraz dostosowanie go do wymogów profesjonalnego studia. Wnętrza zostały zaprojektowane przez architekta Johna Storyka, który kierując się wytycznymi artysty stworzył przytulne studio, które miało być drugim domem Hendrixa i świetnym interesem finansowym. Głównymi założeniami projektu było wykorzystanie okrągłych okien, możliwość podświetlania ścian dowolnym kolorem, na ścianach pojawiły się awangardowe malowidła współgrające z drogimi dywanami. Studio istnieje do dziś, dzieli się na 3 części: „A”, „B” i „C”. Pracowało tu wielu muzyków, takich jak: Jimi Hendrix, John Lennon, Carlos Santana, Eric Clapton, Buddy Guy, Chuck Berry, The Rolling Stones, Elvis Presley, Jeff Beck, Erykah Badu.